# Université Linné
L'université Linné (en suédois, Linnéuniversitetet) est une université publique suédoise, située sur deux campus à Växjö et Kalmar.

## Historique
L'université a été créée le 1er janvier 2010 par la fusion de l'université de Växjö (en) (Växjöuniversitet) et de l'École supérieure de Kalmar (d) (Högskolan i Kalmar). 
Elle porte le nom du botaniste Carl von Linné, né à Råshult dans le Småland.

## Anciens élèves célèbres
- Malik Bendjelloul
- Nikita Glasnović